# Ucrânia nos Jogos Paralímpicos de Verão de 2012
A Ucrânia participou dos Jogos Paralímpicos de Verão de 2012, que aconteceram na cidade de Londres, no Reino Unido.

## Medalhistas
| Atleta               | Esporte              | Evento                             | Medalha |
| -------------------- | -------------------- | ---------------------------------- | ------- |
| Eskender Mustafaiev  | Natação              | 50 metros livre masculino - S4     | Ouro    |
| Maksym Veraksa       | Natação              | 50 metros livre masculino - S12    | Ouro    |
| Maksym Veraksa       | Natação              | 100 metros livre masculino - S12   | Ouro    |
| Hennadii Boiko       | Natação              | 50 metros costas masculino - S1    | Ouro    |
| Danylo Chufarov      | Natação              | 400 metros livre masculino - S13   | Prata   |
| Lidiia Soloviova     | Levantamento de peso | Até 44 kg feminino                 | Bronze  |
| Oleksii Fedyna       | Natação              | 50 metros livre masculino - S13    | Bronze  |
| Sergii Klippert      | Natação              | 400 metros livre masculino - S12   | Bronze  |
| Oleksandr Golovko    | Natação              | 50 metros costas masculino - S1    | Bronze  |
| Oleksandr Mashchenko | Natação              | 200 metros medley masculino - SM11 | Bronze  |

## Desempenho

### Levantamento de peso
Masculino
| Atletas           | Evento  | Resultado | Posição |
| ----------------- | ------- | --------- | ------- |
| Anatolii Mykoliuk | -48 kg  | NM        | NM      |
| Anton Kriukov     | -100 kg | 205,0     | 7º      |

Feminino
| Atletas             | Evento | Resultado | Posição |
| ------------------- | ------ | --------- | ------- |
| Maryna Kopiika      | -40 kg | 73,0      | 7º      |
| Lidiia Soloviova    | -44 kg | 100,0     |         |
| Rayisa Toporkova    | -48 kg | 95,0      | 6º      |
| Tetyana Shyrokolava | -52 kg | NM        | NM      |

### Natação
Masculino
| Atletas              | Evento                   | Preliminares | Preliminares | Final       | Final       |
| Atletas              | Evento                   | Marca        | Posição      | Marca       | Posição     |
| -------------------- | ------------------------ | ------------ | ------------ | ----------- | ----------- |
| Ievgen Panibratets   | 50 metros livre - S2     | 1min08s45 Q  | 6º           | 1min08s75   | 7º          |
| Eskender Mustafaiev  | 50 metros livre - S4     | 38s77 Q      | 1º           | 38s26       |             |
| Dmytro Kryzhanovskyy | 50 metros livre - S5     | 34s85 Q      | 4º           | 34s97       | 4º          |
| Iaroslav Semenenko   | 50 metros livre - S6     | 33s53        | 11º          | Não avançou | Não avançou |
| Yevheniy Bohodyako   | 50 metros livre - S7     | 28s88 Q      | 4º           | 28s69       | 5º          |
| Ievgen Poltavskyi    | 50 metros livre - S7     | 32s07        | 12º          | Não avançou | Não avançou |
| Oleksandr Komarov    | 50 metros livre - S7     | 30s79        | 9º           | Não avançou | Não avançou |
| Andriy Kalyna        | 50 metros livre - S9     | 26s61 Q      | 6º           | 26s49       | 6º          |
| Andriy Sirovatchenko | 50 metros livre - S9     | 26s99        | 9º           | Não avançou | Não avançou |
| Iurii Martinov       | 50 metros livre - S9     | 27s90        | 14º          | Não avançou | Não avançou |
| Maksym Isaiev        | 50 metros livre - S10    | 26s76        | 19º          | Não avançou | Não avançou |
| Viktor Smyrnov       | 50 metros livre - S11    | 27s55 Q      | 7º           | 27s03       | 6º          |
| Oleksandr Mashcenko  | 50 metros livre - S11    | 28s47        | 13º          | Não avançou | Não avançou |
| Dmytro Zalevskyy     | 50 metros livre - S11    | 29s37        | 14º          | Não avançou | Não avançou |
| Sergii Klippert      | 50 metros livre - S12    | 25s58        | 9º           | Não avançou | Não avançou |
| Oleg Tkalienko       | 50 metros livre - S12    | 27s40        | 15º          | Não avançou | Não avançou |
| Maksym Veraksa       | 50 metros livre - S12    | 23s80 Q      | 1º           | 23s60       |             |
| Maksym Zavodnyy      | 50 metros livre - S13    | 26s35        | 14º          | Não avançou | Não avançou |
| Oleksii Fedyna       | 50 metros livre - S13    | 24s57 Q      | 5º           | 24s09       |             |
| Danylo Chufarov      | 50 metros livre - S13    | 25s15        | 9º           | Não avançou | Não avançou |
| Denys Zhumela        | 100 metros livre - S2    | 2min33s86    | 9º           | Não avançou | Não avançou |
| Ievgen Panibratets   | 100 metros livre - S2    | 2min38s48    | 11º          | Não avançou | Não avançou |
| Eksender Schoenmaker | 100 metros livre - S4    | 1min27s44 Q  | 5º           | 1min25s82   | 4º          |
| Dmytro Kryzhanovskyy | 100 metros livre - S5    | 1min21s61 Q  | 5º           | 1min16s88   | 4º          |
| Oleksandr Komarov    | 100 metros livre - S7    | 1min05s83 Q  | 6º           | 1min05s60   | 7º          |
| Yevheniy Bohodayko   | 100 metros livre - S7    | 1min06s55 Q  | 8º           | 1min03s96   | 6º          |
| Marian Kvasnytsia    | 100 metros livre - S7    | 1min09s04    | 10º          | Não avançou | Não avançou |
| Viktor Smyrnov       | 100 metros livre - S11   | 1min03s26    | 10º          | Não avançou | Não avançou |
| Dmytro Zalevskyy     | 100 metros livre - S11   | 1min06s29    | 13º          | Não avançou | Não avançou |
| Oleksandr Mashchenko | 100 metros livre - S11   | 1min03s62    | 11º          | Não avançou | Não avançou |
| Sergii Klippert      | 100 metros livre - S12   | 56s10 Q      | 8º           | 55s50       | 7º          |
| Oleg Tkalienko       | 100 metros livre - S12   | 1min01s24    | 14º          | Não avançou | Não avançou |
| Maksym Veraksa       | 100 metros livre - S12   | 52s63 Q      | 1º           | 51s40       |             |
| Danylo Chufarov      | 100 metros livre - S13   | 54s05 Q      | 6º           | 53s64       | 5º          |
| Oleksii Fedyna       | 100 metros livre - S13   | 54s63        | 9º           | Não avançou | Não avançou |
| Maksym Zavodnyy      | 100 metros livre - S13   | 1min02s21    | 15º          | Não avançou | Não avançou |
| Maksym Isaiev        | 400 metros livre - S10   | 4min22s70    | 10º          | Não avançou | Não avançou |
| Dmytro Zalevskyy     | 400 metros livre - S11   | 5min00s57 Q  | 6º           | 4min53s46   | 5º          |
| Viktor Smyrnov       | 400 metros livre - S11   | 5min01s89 Q  | 7º           | 5min01s06   | 8º          |
| Sergii Klippert      | 400 metros livre - S12   | 4min30s68 Q  | 5º           | 4min17s12   |             |
| Anton Stabrovskyy    | 400 metros livre - S12   | 4min38s94    | 9º           | Não avançou | Não avançou |
| Anton Ganzha         | 400 metros livre - S13   | 4min35s61    | 9º           | Não avançou | Não avançou |
| Danylo Chufarov      | 400 metros livre - S13   | 4min15s24 Q  | 2º           | 4min05s85   |             |
| Oleg Tkalienko       | 400 metros livre - S13   | 4min57s67    | 11º          | Não avançou | Não avançou |
| Hennadii Boiko       | 50 metros costas - S1    |              |              | 1min04s29   |             |
| Oleksandr Golovko    | 50 metros costas - S1    | 1min32s44    |              |             |             |
| Oleksandr Mashchenko | 200 metros medley - SM11 | 2min34s47 Q  | 6º           | 2min27s77   |             |

Feminino
| Atletas         | Evento                   | Preliminares | Preliminares | Final       | Final       |
| Atletas         | Evento                   | Marca        | Posição      | Marca       | Posição     |
| --------------- | ------------------------ | ------------ | ------------ | ----------- | ----------- |
| Olga Iakibiuk   | 200 metros medley - SM11 | 3min15s53    | 12º          | Não avançou | Não avançou |
| Maryna Piddubna | 200 metros medley - SM11 | 3min04s93 Q  | 6º           | 3min06s28   | 7º          |
| Yana Berezhna   | 200 metros medley - SM11 | 3min13s10    | 9º           | Não avançou | Não avançou |
| Yaryna Matlo    | 200 metros medley - SM12 | 2min42s91 Q  | 7º           | 2min41s91   | 7º          |
| Maryna Shtal    | 200 metros medley - SM12 | 2min52s26    | 9º           | Não avançou | Não avançou |
| Iryna Balashova | 200 metros medley - SM13 | 2min44s03 Q  | 8º           | 2min41s45   | 8º          |